# Bragi

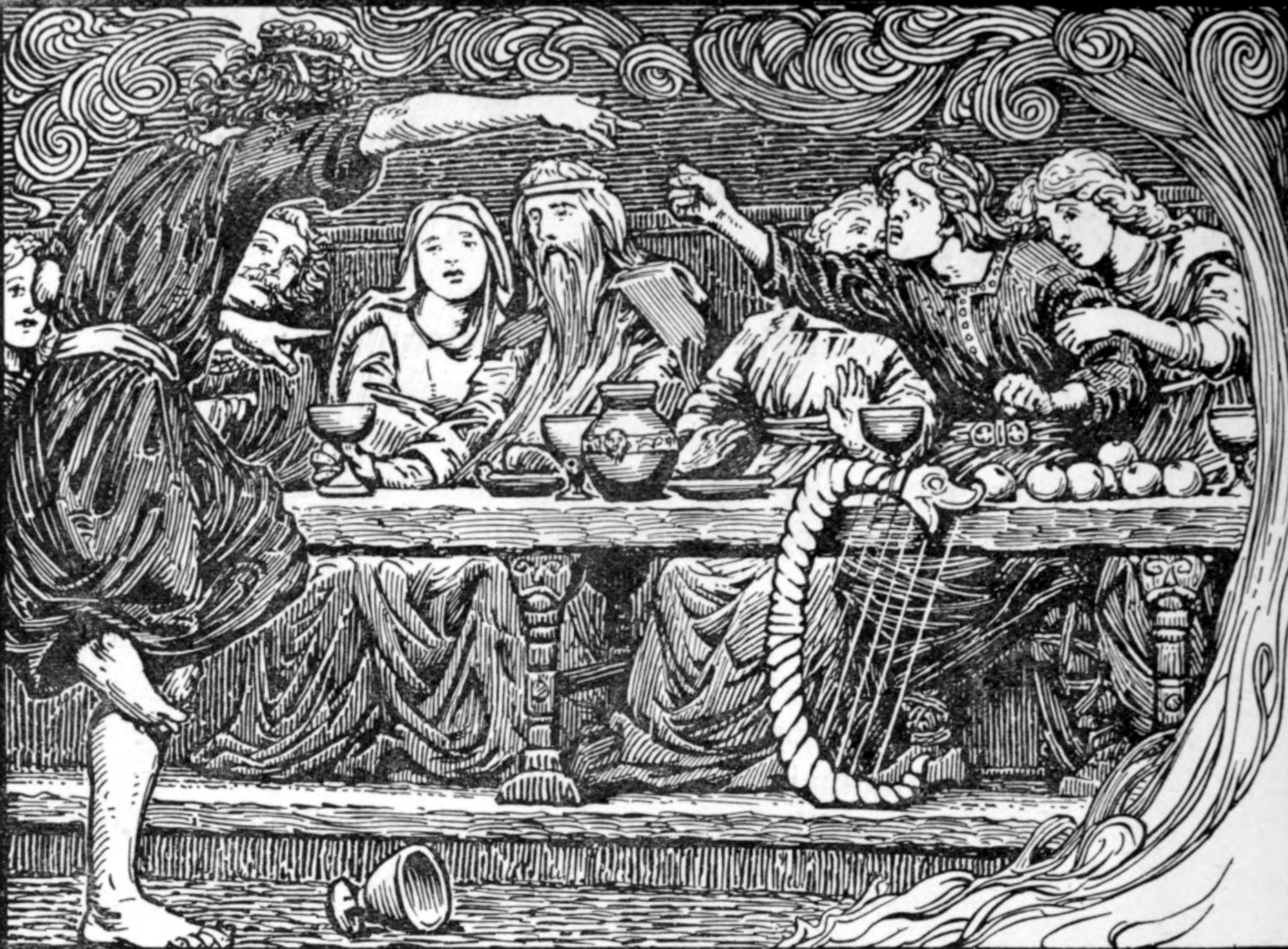
Loki daagt Bragi uit

Bragi is de dichtersgod van de Noordse mythologie. Hij is de zoon van Odin en Gunnlod.

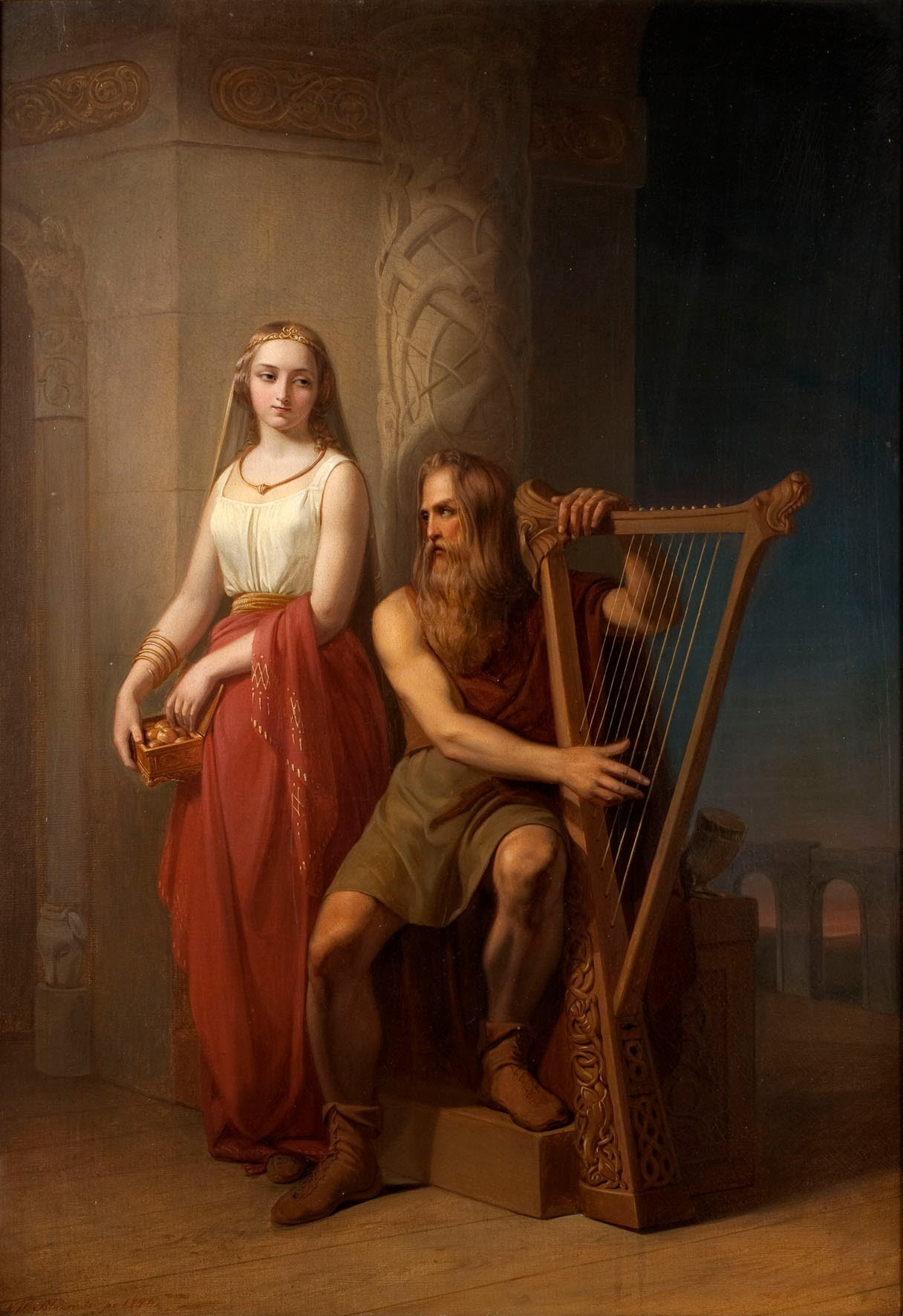
Iðunn met haar appels en Bragi met een harp.

Toen Odin afscheid nam van Gunnlod had hij nog druppels van de dichtersmede op zijn lippen. Deze enkele druppels waren voldoende om het kind dat toen al in Gunnlods buik groeide (na 3 etmalen de liefde te hebben bedreven met de vermomde Odin) helemaal te doordringen.

## Etymologische origine
Bragi wordt algemeen in verband gebracht met bragr Oudnoords voor "dichtkunst", maar ook voor "eerste verantwoordelijke", "leider". Het kan zijn dat de naam van de god hieraan is te danken, maar het kan ook andersom, dat bragr betekent: wat Bragi doet.

## Edda literatuur verwijzingen

### Gylfaginning
Snorri Sturluson schrijft in de Gylfaginning nadat hij Odin, Thor, en Baldr heeft beschreven:
Een wordt genoemd Bragi: hij staat bekend voor wijsheid, en bovenal voor vlotte spraak en handigheid met het woord. Hij weet het meest af van skaldschap, en naar  hem wordt skaldschap bragr genoemd, en naar zijn naam wordt diegene bragr-man of -vrouw genoemd, die welsprekendheid bezit boven alle anderen van de vrouwen of de mannen. Zijn vrouw is Iðunn.

### Skáldskaparmál
In zijn Skáldskaparmál schrijft Snorri:
Hoe kan men Bragi omschrijven? Door hem 'echtgenoot van Iðunn' te noemen, 'eerste dichter', en 'de langbaardige god' (naar zijn naam wordt een man met grote baard Baard-Bragi genoemd), en 'zoon van Odin'

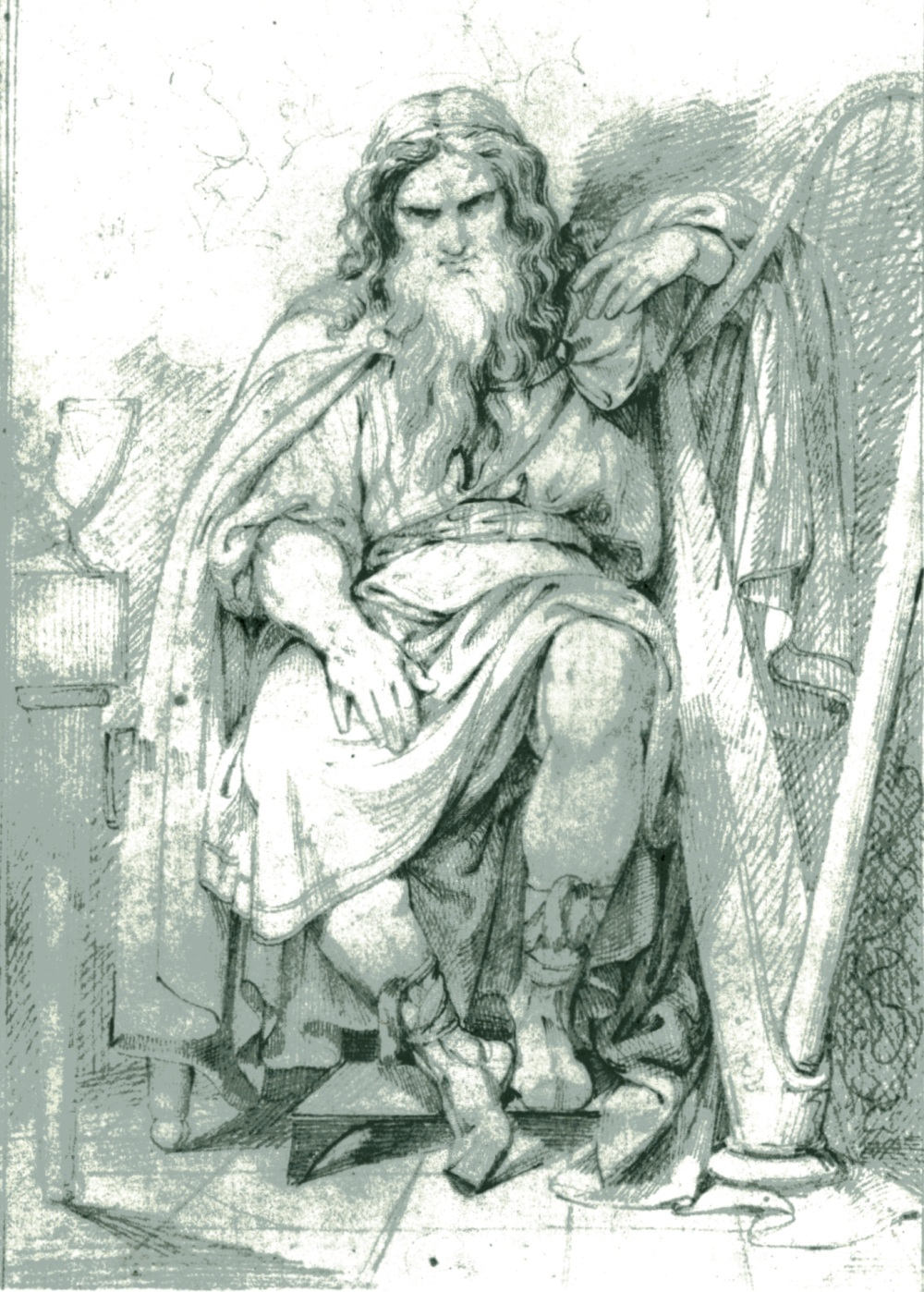
Bragi door Carl Wahlbom (1810-1858).

Alleen hier wordt duidelijk vermeld dat Bragi Odins zoon is. Hij staat ook in sommige versies van een lijst van de zonen van Odin. Maar "wenszoon" in stanza 16 van de Lokasenna zou 'Odins zoon' kunnen betekenen en wordt door Hollander vertaald als "Odins verwant". Bragi's moeder wordt er niet in vernoemd. Als het Frigg is, dan doet Frigg er wat afwijzend over in de Lokasenna in stanza 27 waar zij erover klaagt dat indien zij in Ægirs hal een zoon had zo dapper als Baldr Loki wel voor zijn leven zou moeten vechten.
In het eerste deel van Skáldskaparmál staat een dialoog tussen de godreus Ægir en Bragi over de aard van de poëzie, in het bijzonder de skaldische poëzie. Bragi vertelt over de oorsprong van de dichtersmede uit het bloed van Kvasir en hoe Odin deze mede in het bezit kreeg. Vervolgens bespreekt hij verschillende poëtische metaforen die bekendstaan als kenningen.
In hetzelfde gedicht is het nochtans Bragi die Loki aanvankelijk tegenhoudt om de hal waar het godenfeest plaats heeft binnen te treden, maar dat wordt door Odin overstemd. Loki brengt dan een groet uit aan alle goden en godinnen in de hal, behalve aan Bragi. Bragi biedt genereus zijn zwaard, paard en een armring als vredesgift, maar Loki beantwoordt dit door Bragi van lafheid te beschuldigen en zegt dat hij de bangste zou zijn om met om het even wie van de Æsir en Elfen in de hal te vechten. Bragi antwoordt, dat indien ze buiten deze hal, die een vrijplaats is bevonden, hij Loki's hoofd zou krijgen, maar Loki herhaalt tergend de beschuldiging. Wanneer dan Iðunn poogt Bragi te kalmeren, gaat Loki haar beschuldigen de moordenaar van haar broer te hebben omhelsd, een kwestie die de traditie niet gehaald heeft tot bij ons. Mogelijk had Bragi Iðunns broer neergeslagen ofwel refereert het naar iets heel anders.

### Sigrdrífumál

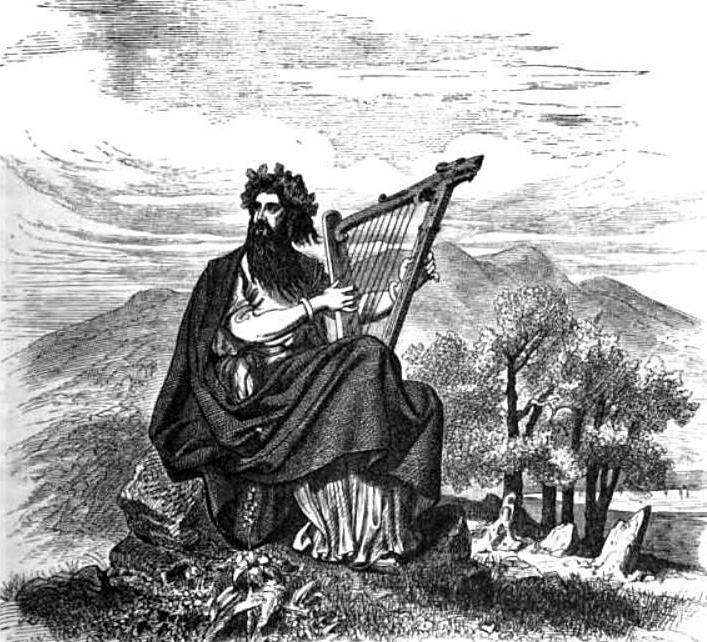
Bragi

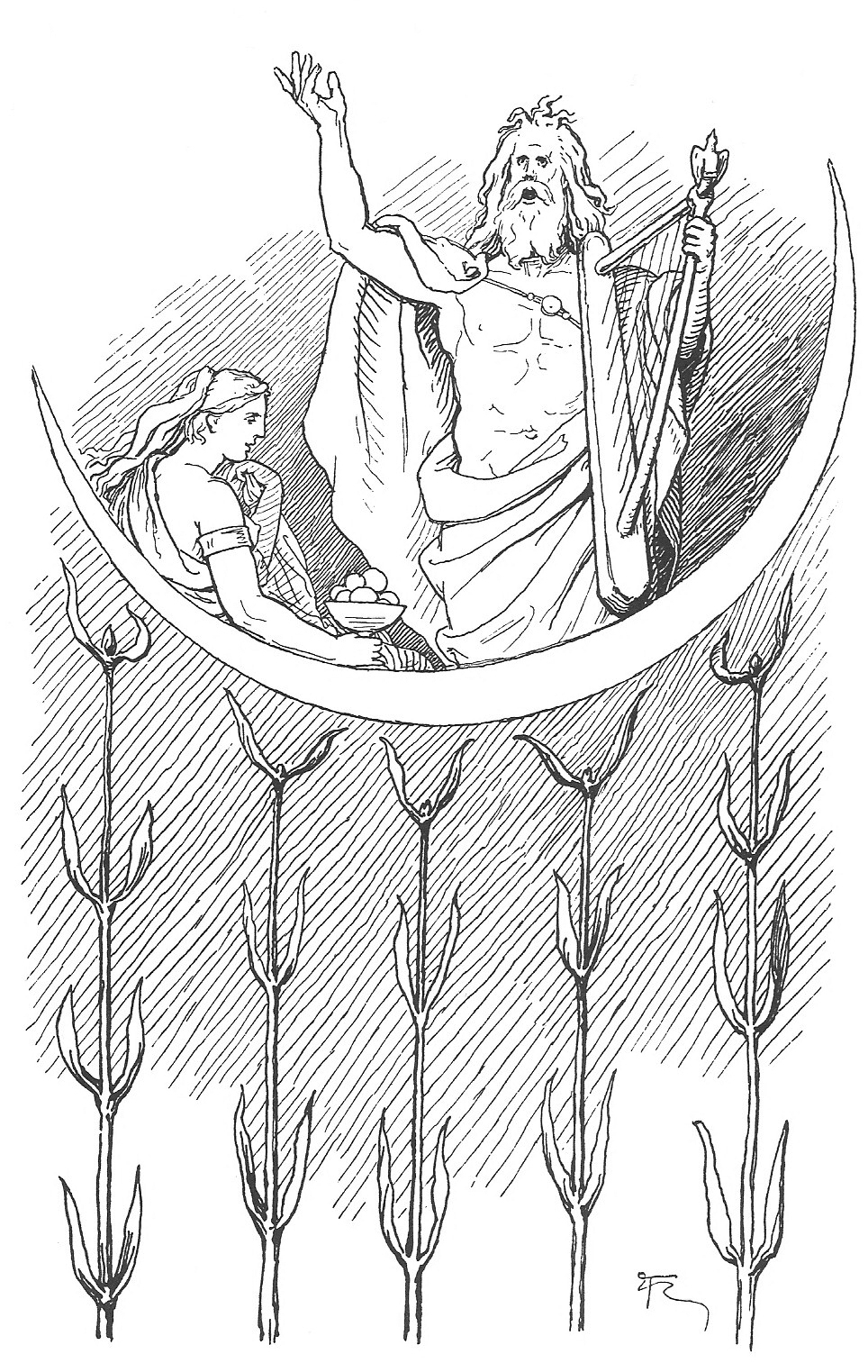
Bragi en Iðunn

Een passage in het Edda gedicht Sigrdrífumál beschrijft hoe er runen zijn gegrift op de zon, de oren van zonnerossen en de hoeven van de andere, de tanden van Sleipnir, berenklauwen, arendsbekken, wolfsklauwen, en vele andere zaken waaronder Bragi's tong. Deze runen worden dan afgeschaafd en met mede gemengd naar de buitenwereld gestuurd zodat de Asen er wat van krijgen, de Elfen er wat van krijgen, en de Mensen er wat van krijgen. Dat zijn dan beukenrunen en geboorterunen, bierrunen en magische runen. De betekenis van dit alles is obscuur.

### Eiríksmál
In het Eiríksmál heldendicht hoort Odin van de aankomst in Valhalla van de koning van Noorwegen Eirik Bloodaxe en zijn leger. Hij vraagt de helden Sigmund en Sinfjötli om op te staan om hem te begroeten. Daar wordt ook Bragi vernoemd, die de vraag stelt hoe Odin weet dat het Eirik is die toekomt en ook waarom Odin zulk een koning heeft laten sterven.
En in  het heldendicht Hákonarmál is het Hákon de Goede die naar Walhalla wordt gevoerd door de walkure Göndul en Odin zend Hermóðr en Bragi om hem te begroeten. 
In deze gedichten kan Bragi zowel een god zijn als een dode held in Walhalla. Het is moeilijk uit te maken temeer daar Hermóðr ook soms de naam van de god en soms die van een held lijkt te zijn. Het kan om een parallel gaan met de passage uit de Lokasenna waar het ook Bragi is die als eerste tot Loki spreekt als die de hal probeert binnen te treden.
Het kan de gewoonte zijn geweest dat welsprekende mensen die bedreven waren in de skaldische kunst ook het welkomstwoord deden tot degenen die een hal binnentraden, zoals het ook een Germaanse gewoonte was om een toost op iemand uit te brengen.

## Identificatie met Odin zelf
Volgens de Franse professor talen en Scandinavische beschaving aan de Sorbonne Régis Boyer zou de figuur van Bragi weleens een alias van Odin zelf kunnen zijn, aangezien beide aan de basis van de dichtkunst liggen. (Régis Boyer, Héros et dieux du Nord : guide iconographique, Paris, Flammarion, 1997. 185 p. Tout l'art. Encyclopedie. ISBN 2080122746). Zoals wel vaker in polytheïstische systemen is de ene god in vele aspecten in de vorm van andere goden aanwezig. Dat maakt ook juist de immense rijkdom van het polytheïsme in facetten, nuances en begrippen. 

## Bragi Boddason
Snorri Sturluson maakt duidelijk onderscheid tussen de sterfelijke skald Bragi Boddason en de god Bragi. De verschijningsvorm van Bragi in de Lokasenna duidt erop dat ook als deze twee oorspronkelijk dezelfde waren, zij dan toch ook voor deze auteur onderscheiden van elkaar zijn geraakt, of dat de chronologie erg dooreen is gehaald en Bragi Boddason ook naar de mythologische tijd is verwezen. Legendarische chronologie raakt nogal eens verward. In de 19e eeuw werd ruim gedebatteerd over de kwestie of Bragi eerst als god verscheen of als een vergoddelijkte uitgave van de dichter Bragi Boddason. Vooral de Duitse geleerden Eugen Mogk en Sophus Bugge namen hierin deel. Het debat is onbeslist gebleven.

## Andere spellingsvormen
- Noorse vorm: Brage
- Duitse vorm: Brego

## Bragi in hedendaagse cultuur
Het Groninger Studenten Muziekgezelschap Bragi heeft zich naar deze germaanse godheid vernoem. 